# Michelle Creber
Michelle Creber (ur. 7 września 1999 w Vancouver) – kanadyjska aktorka i wokalistka.
Jest oryginalnym głosem Apple Bloom w serialu My Little Pony: Przyjaźń to magia.

## Filmografia (wybór)
- Marta mówi – Alice Boxwood (sezon 4)
- My Little Pony: Przyjaźń to magia – Apple Bloom[3]
- My Little Pony: Pony Life – Apple Bloom[4]

### Musicale
- 2008 – A Christmas Carol – Tiny Tim
- 2009 – Annie – Annie (EV Young Award: Most Outstanding Performance)
- 2009 – Grease – Kenickie[5]
- 2010 – Guys and Dolls – Nicely-Nicely Johnson
- 2010 – The Sound of Music – Brigitta Von Trapp
- 2010 – Annie – Annie
- 2011 – The Wonderful Wizard of Oz – Dorothy Gale
- 2016 – Fame – Lambchops (Ovation Award: Outstanding Performance in a Musical)
- 2017 – 13: The Musical – Lucy
- 2017 – Little Women: The Broadway Musical – Jo